# Moderne vijfkamp op de Olympische Zomerspelen 1956
De moderne vijfkamp is een van de sporten die beoefend werden tijdens de Olympische Zomerspelen 1956 in Melbourne.

## Heren

### Individueel
| rang   | sporter            | land | Paardensport | Schermen | Schieten | Zwemmen | Atletiek | totaal |
| ------ | ------------------ | ---- | ------------ | -------- | -------- | ------- | -------- | ------ |
| Goud   | Lars Hall          | SWE  | 1035.0       | 889      | 720      | 1030    | 1159     | 4833.0 |
| Zilver | Olavi Mannonen     | FIN  | 997.5        | 815      | 880      | 920     | 1162     | 4774.5 |
| Brons  | Väinö Korhonen     | FIN  | 885.0        | 963      | 880      | 905     | 1117     | 4750.0 |
| 4      | Igor Novikov       | URS  | 802.5        | 815      | 920      | 985     | 1192     | 4714.5 |
| 5      | George Lambert     | USA  | 1070.0       | 667      | 900      | 975     | 1081     | 4693.0 |
| 6      | Gábor Benedek      | HUN  | 860.0        | 889      | 920      | 855     | 1126     | 4650.0 |
| 7      | William Andre      | USA  | 887.5        | 889      | 860      | 870     | 1123     | 4629.5 |
| 8      | Aleksandr Tarassov | URS  | 810.0        | 778      | 880      | 825     | 1186     | 4479.0 |

### Team
| rang   | sporters                                                 | land | Paardensport        | Schermen     | Schieten    | Zwemmen      | Atletiek       | totaal               | team    |
| ------ | -------------------------------------------------------- | ---- | ------------------- | ------------ | ----------- | ------------ | -------------- | -------------------- | ------- |
| Goud   | Igor Novikov Aleksandr Tarassov Ivan Derjoegin           | URS  | 802.5 810.0 845.0   | 752 876 566  | 920 880 780 | 985 825 1070 | 1192 1186 1201 | 4651.5 4577.0 4462.0 | 13690.5 |
| Zilver | George Lambert William Andre Jack Daniels                | USA  | 1070.0 887.5 1062.5 | 814 752 442  | 900 860 800 | 975 870 935  | 1081 1123 910  | 4840.0 4492.5 4149.5 | 13482.0 |
| Brons  | Olavi Mannonen Väinö Korhonen Berndt Katter              | FIN  | 997.5 885.0 630.0   | 752 814 442  | 880 760     | 920 905 930  | 1162 1117 1111 | 4711.5 4601.0 3873.0 | 13185.5 |
| 4      | Gábor Benedek János Bódy Antal Moldrich                  | HUN  | 860.0 95.0 772.5    | 876 752 938  | 920 820 720 | 855 795 1010 | 1126 1099 916  | 4637.0 3561.0 4356.5 | 12554.5 |
| 5      | José Pérez Mier Antonio Almada Félix David Romero Vargas | MEX  | 937.5 395.0 367.5   | 690 814 504  | 800 960 800 | 940 935 765  | 712 622 739    | 4079.5 3726.0 3175.5 | 10981.0 |
| 6      | Cornel Vena Dumitru Ţintea Victor Teodorescu             | ROU  | 442.5 717.5 0.0     | 1062 380 752 | 740 780 640 | 750 815 630  | 1030 718 1156  | 4024.5 3410.5 3178.0 | 10613.0 |
| 7      | Donald Cobley Thomas Hudson George Norman                | GBR  | 315.0 20.0 0.0      | 442 504 628  | 560 440 340 | 810 990 760  | 1255 1180 982  | 3382.0 3134.0 2710.0 | 9226.0  |
| 8      | Neville Sayers Sven Coomer George Nicoll                 | AUS  | 925.0 135.0 0.0     | 442 380 442  | 820 720 500 | 540 1015 665 | 1024 751 466   | 3751.0 3001.0 2073.0 | 8825.0  |

## Medaillespiegel
| rang   | land             | goud | zilver | brons | totaal |
| ------ | ---------------- | ---- | ------ | ----- | ------ |
| 1      | Sovjet-Unie      | 1    | 0      | 0     | 1      |
| 1      | Zweden           | 1    | 0      | 0     | 1      |
| 3      | Finland          | 0    | 1      | 2     | 3      |
| 4      | Verenigde Staten | 0    | 1      | 0     | 1      |
| totaal | totaal           | 2    | 2      | 2     | 6      |